# Wolfgang Gröbner

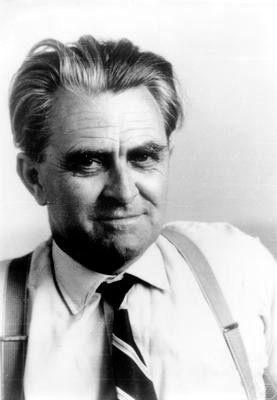
Wolfgang Grobner

Wolfgang Gröbner (Gossensass nu in Italië, 2 februari 1899 – 20 augustus 1980) was een Oostenrijks wiskundige. Zijn naam is het meest bekend voor de naar hem genoemde Gröbner-basis, die wordt gebruikt voor berekeningen in de algebraïsche meetkunde.
Gröbner studeerde eerst ingenieurskunst aan de Technologische Universiteit van Graz maar switchte in 1929 naar de wiskunde.
Zijn dissertatie Ein Beitrag zum Problem der Minimalbasen schreef hij in 1932 aan Universiteit van Wenen; hij promoveerde bij Phillip Furtwängler. Na zijn promotie vervolgde hij zijn studies in Göttingen aan de Georg-August-Universität onder Emmy Noether, in wat nu bekendstaat als de commutatieve algebra.
Zijn student, Bruno Buchberger, introduceerde in zijn proefschrift uit 1965, dat hij onder begeleiding van Gröbner schreef, de naar Gröbner vernoemde Gröbner-basis. 